# Tometes
Tometes es un género de peces de la familia Serrasalmidae y de la orden de los Characiformes.

## Especies
El género comprende las siguientes especies:
- Tometes ancylorhynchus M. C. Andrade, Jégu & Giarizzo, 2016[2]
- Tometes camunani Andrade, Giarrizzo & Jégu, 2013
- Tometes kranponhah M. C. Andrade, Jégu & Giarizzo, 2016[2]
- Tometes lebaili Jégu, Keith & Belmont-Jégu, 2002
- Tometes maculatus (Amaral Campos, 1944)
- Tometes makue Jégu, Keith & Belmont-Jégu, 2002
- Tometes trilobatus Valenciennes, 1850